# Hanna Kalinouskaya
Hanna Konstantinovna Kalinouskaya est une joueuse biélorusse de volley-ball née le 17 mai 1985 à Minsk. Elle mesure 1,90 m et joue au poste de centrale. Elle totalise 35 sélections en équipe de Biélorussie.

## Clubs
| Club                   | De        | À         |
| ---------------------- | --------- | --------- |
| Slavyanka Minsk        | 2004-2005 | 2004-2005 |
| Gazi Üniversitesi      | 2005-2006 | 2005-2006 |
| Atlant Baranovichi     | 2006-2007 | 2006-2007 |
| Hainaut Volley         | 2007-2008 | 2009-2010 |
| Pursaklar Belediyesi   | 2010-2011 | 2010-2011 |
| VfB Suhl               | 2011-2012 | 2012-2013 |
| Zhemchuzhina Polesja   | 2014-2015 | 2014-2015 |
| VK Minsk               | 2015-2016 | 2015-2016 |
| Ladies in Black Aachen | 2016-2017 | 2017-2018 |
| VK Minsk               | 2018-2019 | 2018-2019 |
| VK Dinamo-Metar        | 2019-2020 | 2019-2020 |
| Top Speed              | jan 2020  | mai 2020  |
| VK Minsk               | 2020-2021 |           |
| Ladies in Black Aachen | 2021-2022 |           |

## Palmarès
- Championnat de Biélorussie
  - Vainqueur : 2005, 2006, 2015, 2016, 2019, 2020.
  - Finaliste : 2007.
- Championnat de Taipei chinois
  - Finaliste : 2020.

## Distinctions individuelles
- Ligue d'or européenne 2019 : Meilleure bloqueuse.